# Talestri
Talestri, regina delle Amazzoni (dt.: Talestri, Königin der Amazonen) ist eine Opera seria (Originalbezeichnung: „opera drammatica“) in drei Akten der sächsischen Kurprinzessin Maria Antonia Walpurgis auf ein eigenes Libretto. Die Uraufführung erfolgte am 6. Februar 1760 im Theater des kurfürstlichen Schlosses zu Nymphenburg oder am 24. August 1763 im kurprinzlichen Reithaus am Taschenberg in Dresden.

## Handlung
Die Oper spielt in mythischer Zeit in Themiskyra am Ufer des Thermodon. Den Rahmen bilden Auseinandersetzungen zwischen Amazonen und Skythen. Die Vorgeschichte wird im Libretto folgendermaßen wiedergegeben:

„Die Amazonen des Alterthums waren mit ihren Nachbaren, den Scythen, in beständigem Kriege. Auf den Gränzen beyder Reiche, welche vom Termodoon geschieden wurden, wachten die beyden feindlichen Heere beständig, und griffen einander wechselsweise an. Die Feindseligkeit beyder Völker wuchs noch dadurch, daß der König von Scythien den Amazonen vormals ein artigs Mägdgen von Stande geraubt hatte, die, als sie erwuchs, von ihm geliebt, und zur Gemahlin genommen, hernach aber von dem Unbeständigen verstossen, und ins Elend gejagt wurde, ohne daß weiter etwas von ihr zu hören war. Indeß daß sich der Erbe von Scythien, der junge Orontes, unter den väterlichen Fahnen, in Waffen übte, wuchs die junge Prinzeßin der Amazonen, in ihrer Hauptstadt Themiscira, an Alter und Schönheit. Ihr Ruhm machte dem ungeduldigen Scythischen Prinzen so viel Lust sie zu sehen, daß er einsmals, in der Hitze eines Scharmützels, denen Seinigen entwischte, und sich, in Amazonen Kleidern, unter dem Namen Orizia, in Themiscira einschlich. Die Talestris zu sehen und zu lieben war ein Augenblick, und die verstellte Orizia wurde bald die Verwunderung des ganzen Reichs, und das Vergnügen der jungen Prinzeßin. Der verliebte Prinz lebte unter verstelltem Geschlechte bey ihr so glücklich, als einst Achilles in Scyrus. Und da er sich auf die unschuldigen Proben ihrer Neigung zu sehr verließ, unterstand er sich endlich, seinen Betrug zu offenbaren. So bewundert die betrogene Talestris Anfangs war, so zornig wurde sie bald, daß sie die schon gegen ihn gefaßte Liebe überwand, dem Orontes, sie zu sehen, verbot, und ihn, plötzlich Themiscira zu verlassen, nöthigte. Der unglückliche Liebhaber gehorchte, gieng aus der Stadt und dem Reiche, und kehrte vom neuen zu seinem Heere zurück, wo er eine andere Ursache seiner langen Abwesenheit vorgab. Die Hoffnung, seine angebetete Feindin einmal zu besänftigen, erhielt den betrübten Prinz einige Zeit beym Leben. Da er aber endlich nicht länger ohne sie seyn konnte; So überließ er die unter ihm stehende Armee seinem Freunde und Bundesgenossen, dem Massagetischen Prinzen Learch, und begab sich, genseit des Flusse, in das Lager der Amazonen, und ward von denselben unerkannt, als Gefangener, vor die Talestris geführet, in dem Augenblicke, da sie ihrer verstorbenen Mutter nachfolgen, und zur Königin gekrönt werden, solte.

Aus diesen vorausgesetzten Umständen entstehet die hier erdichtete Handlung, welche sich mit der Aussöhnung der Amazonen und Scythen endigt.

Der Schauplatz ist in Themiscira am Ufer des Termodoon.“

Zu Beginn der Opernhandlung wird Talestri zur neuen Königin der Amazonen gekrönt. Sie nimmt dieses Amt nur zögerlich an, da sie im Rahmen der Zeremonie zugleich allen Männern Hass schwören muss. Insgeheim liebt sie zu diesem Zeitpunkt bereits den Skythenprinzen Oronte, der zeitweilig als Frau verkleidet unter den Amazonen gelebt hatte. Oronte wurde mittlerweile gefangen genommen und ist als zeremonielles Opfer vorgesehen. Talestri versucht ihn freizulassen und gerät in einen Streit mit der strengen Oberpriesterin Tomiri. Die Feier wird unterbrochen, als Talestris Schwester Antiope einen Angriff der Skythen unter der Führung von Orontes Freund Learco meldet. Den Amazonen gelingt es, sie zurückzuschlagen und Learco festzunehmen. Dieser verliebt sich bei dieser Gelegenheit in Antiope, die ihm ein Wiedersehen mit Oronte gestattet. Oronte und Learco wollen sich jeweils selbst als Opfer anbieten, um den anderen freizubekommen.
Im zweiten Akt bitten Oronte und Learco Antiope und Talestri jeweils um Gnade für den anderen. Die Amazonen gestehen sich ihre Liebe zu den beiden Männern ein und beschließen, auf der Ratsversammlung für ihre Rettung zu stimmen. Im Rat besteht Tomiri jedoch auf Orontes Tod. Selbst als sich herausstellt, dass Oronte ihr leiblicher Sohn ist, und Talestri verlangt, dass seine Mutter ihn persönlich töten müsse, bleibt sie bei ihrer Entscheidung.
Im dritten Akt führt Tomiri ihren Sohn ins Gefängnis. Sie gestattet ihm noch ein letztes Treffen mit Learco, bei dem sich die beiden voneinander verabschieden. Anschließend tritt Tomiri in die Zelle Orontes, um ihn zu töten. Talestri und Antiope wollen ihre Geliebten heimlich freilassen. Dabei treffen sie auf Tomiri, die ihnen mitteilt, dass Oronte bereits tot sei. Antiope kann jedoch Learco befreien. Talestri zeigt ihm einen Weg zum Lager der Skythen. Sie fordert ihn auf, Oronte zu rächen und das Amazonenreich zu vernichten. Kurz darauf bereut sie jedoch ihre Überreaktion und nimmt sich vor, zur Sühne während der Verteidigung der Stadt zu sterben. Die Skythen greifen an, und die Schlacht beginnt. Plötzlich erscheint der totgeglaubte Oronte und fordert Einhalt. Tomiri gesteht, dass sie selbst ihn freiließ. Auf Fürsprache Orontes schließen die beiden Völker Frieden. Die beiden Paare können heiraten.

### Erster Akt
Kabinett mit Sitzmöbeln
Szene 1. Nach dem Tod der Amazonenkönigin soll ihre junge Tochter Talestri gekrönt werden. Diese fühlt sich noch nicht bereit zu diesem Amt und zögert zunächst. Da sich die Amazonen bereits zur Krönungszeremonie im Tempel versammelt haben, drängt die Oberpriesterin Tomiri zur Eile (Arie Tomiri: „Vieni al trono, ascendi al regno“).
Szene 2. Talestri schüttet ihrer Schwester Antiope ihr Herz aus. Dem Amazonengesetz zufolge soll sie bei der Krönung schwören, die Männer zu hassen. Sie aber hat sich bereits in den skythischen Prinzen Oronte verliebt. Dieser hatte von ihrer Schönheit gehört und sich in Frauenkleidern unter dem Namen Orizia an ihren Hof eingeschlichen, um sie kennenzulernen. Talestri verliebte sich in die vermeintliche Frau. Nachdem sie Orontes Tarnung aufgedeckt hatte, hatte sie ihn vom Hof verwiesen. Doch vor kurzem war es ihm gelungen, ihr in einem Scharmützel das Leben zu retten. Seitdem ist ihre Liebe voll entbrannt (Arie Talestri: „Vado; ma il core oh Dio!“). Sie geht.
Szene 3. Antiope bemitleidet Talestri. Auch sie gäbe der Liebe nach, wenn sich die Gelegenheit böte (Arie Antiope: „Chi non mai partì dal lido“).
Der Tempel der Diana mit Altarfeuer
Vor dem Götzenbild Opfergeräte, auf einer Seite ein Thron. Talestri kommt, bereits gekrönt, mit Tomiri und anderen Edelleuten aus dem Tempel. Überall sind Amazonen, Priesterinnen und niedrigere Tempeldienerinnen mit Blumenkränzen zu sehen. Anschließend wird der gefangene Oronte von anderen Amazonen hereingeführt.
Szene 4. Zum Gesang des Chores besteigt Talestri den Thron (Chor: „Dea de’boschi, arciera Diva“). Tomiri zeigt ihr den gefangenen Oronte, der nun als zeremonielles Opfer herhalten soll. Oronte erklärt, er sei zurückgekommen, um am Tag ihrer Krönung zu sterben. Talestri nutzt die Gelegenheit, ihn freizusprechen, da er offenbar geisteskrank ist. Doch Oronte offenbart seine Identität als Prinz der Skythen und hebt an, ihr seine Liebe zu erklären. Talestri fällt ihm ins Wort und befiehlt, ihn in seine Heimat zurückzugeleiten. Tomiri jedoch hat in ihm bereits die angebliche Orizia wiedererkannt.
Szene 5. Antiope berichtet, dass die Stadt von Orontes Kriegern unter der Führung seines Freundes Learco angegriffen wird. Tomiri beschließt, die Zeremonie zu vertagen. Antiope eilt mit den Kriegerinnen zur Verteidigung, während Tomiri mit den Priesterinnen die Götter um Hilfe anflehen will. Um mit Oronte allein zu sein, schickt Talestri auch seine Wache fort – vorgeblich, um von ihm die Pläne der Feinde zu erfahren.
Szene 6. Oronte versichert Talestri seine ungebrochene Liebe, doch sie hat ihm seinen Betrug noch nicht verziehen. Als er sie daraufhin anfleht, ihn eigenhändig zu töten, lehnt Talestri ab. Sie behauptet, ihn zu hassen, erwidert aber insgeheim seine Liebe (Arie Talestri: „Ah se vuoi, ch’io sia crudele“). Sie geht.
Szene 7. Oronte ist überzeugt, dass Talestri ihn liebt (Arie Oronte: „Non mi lagno del mio fato“).
Vorhof des Königspalasts
Szene 8. Zu den Klängen kriegerischer Musik treten Tomiri und Antiope auf – letztere ohne ihren Helm, mit wehendem Haar. Die Amazonen führen den gefangenen Learco herein. Talestri gratuliert Antiope zu ihrem Sieg. Sie fordert die Amazonen auf, ihr zu folgen und lässt Antiope mit Learco allein.
Szene 9. Antiope ist durchaus angetan von Learcos Äußerem. Er macht ihr Komplimente. So leicht ist sie nicht zu gewinnen, doch gewährt sie ihm eine Unterredung mit seinem Freund Oronte (Arie Antiope: „Ad abbracciar l’amico“). Sie entfernt sich, um ihn zu holen.
Szene 10. Learco erzählt Oronte den Ablauf seines Befreiungsversuchs. Er hatte mit seinem Heer bereits die Brücke über den Thermodon eingenommen und die Amazonen in die Flucht geschlagen, als Antiope einen Ausfall aus der Stadt wagte und ihn gefangen nahm. Nun will er sich Talestri selbst als Opfer anbieten, um Oronte zu retten. Oronte aber will dies nicht zulassen (Arie Oronte: „Per me ti serba, e almeno“). Er geht.
Szene 11. Learco ist entschlossen, seinen Freund nicht im Stich zu lassen (Arie Learco: „D’Acheronte sulle sponde“).

### Zweiter Akt
Gemächer mit Zugang zu den Gärten
Szene 1. Antiope und Talestri bereiten sich auf eine Unterredung mit Learco und Oronte vor. Beide haben Bedenken, mit ihren jeweiligen Verehrern zusammenzutreffen, wollen aber keine Schwäche zeigen.
Szene 2. Oronte und Learco bitten jeweils um die Freiheit ihres Freundes. Jeder ist bereit, sein eigenes Leben für den anderen zu opfern. Die beiden Frauen sind beeindruckt von ihrer tiefen Freundschaft. Als Learco Antiope zudem seine Liebe erklärt, überlässt diese Talestri das Urteil. Sie will keine Liebesworte höre und schickt ihn fort. Bevor er geht, bittet Learco sie um Milde für Oronte (Arie Learco: „Difendi l’amico“).
Szene 3. Oronte bittet Talestri, nicht über ihn zu urteilen, sondern über Orizia, unter deren Namen sie ihn kennengelernt hatte. Analog zur vorhergehenden Szene überlässt Talestri das Urteil über Oronte Antiope und schickt Oronte fort. Wie zuvor Learco Antiope, bittet nun Oronte Talestri um Gnade für seinen Freund (Arie Oronte: „Voi d’un fedele Amante“).
Szene 4. Talestri und Antiope gestehen sich ein, dass sie die beiden nicht wirklich verurteilen wollen, da sie sich tatsächlich in sie verliebt haben. Sie beschließen, vor der Ratsversammlung für den jeweils anderen Gefangenen zu sprechen, um keinen Verdacht zu erregen (Arie Antiope: „Per salvarti il caro oggetto“). Antiope geht, um die Amazonen zu versammeln.
Szene 5. Tomiri fragt Talestri, welches Schicksal sie Oronte zugedacht habe. Zwar schreibt ein Gesetz vor, dass niemand ein zweites Mal zum Opfer gewählt werden dürfe, wenn er beim ersten Versuch entkommen sei. Aber da Oronte ein Mann sei, dürfe er nicht mit dem Leben davonkommen. Talestri verweist auf ihre Autorität als Königin und erklärt, dass sie ihre Entscheidung erst bei der Ratsversammlung verkünden werde (Arie Talestri: „Pensa, che ancora io posso“). Sie geht.
Szene 6. Tomiri ist fest überzeugt, dass Orontes und Orizia dieselbe Person sind. Sie will sich auch deshalb an ihm rächen, weil er einst ihre Liebe verschmäht hatte (Arie Tomiri: „Io di quel sangue ò sete“).
Saal des königlichen Rats
Szene 7. Bei der Ratsversammlung verklagt die verspätet erscheinende Tomiri Talestri. Sie lässt Oronte hereinbringen und erklärt, dass er mit dem Wissen Talestris eine Weile als Frau verkleidet unter ihnen gelebt hatte. Talestri entgegnet, dass sie sich damals in die vermeintliche Orizia verliebt hatte, bevor sie wusste, dass es sich um einen Mann handelte. Auch sie wurde betrogen. Sie hatte ihn damals verbannt, doch kehrte er zurück, da er nicht ohne sie nicht leben konnte. Sie sieht sich nicht in der Lage, ihn zu strafen, da sie in ihm immer das Bild der Freundin vor Augen hat. Obwohl die Anwesenden einhellig seinen Tod fordern (Chor: „Mora l’amante audace“), verweigert Talestri die Ausführung. Sie erklärt, dass Oronte Amazonenblut in sich trage, da seine Mutter Mirina einst als Kind vom damaligen König der Skythen geraubt worden war. Da gibt sich Tomiri zu erkennen: Sie selbst ist Mirina. Sie war nach der Geburt ihres Sohnes von den Skythen verstoßen worden und nach langer Wanderung unerkannt in ihre Heimat zurückgekehrt. Seitdem trachtet sie nach Rache an den Skythen. Obwohl Oronte ihr eigener Sohn ist, fordert sie weiterhin seinen Tod. Talestri erklärt sich einverstanden – doch er müsse von Tomiris eigener Hand sterben. Oronte hat nur noch zwei Wünsche: Er möchte Learco noch einmal sehen – Antiope geht, um ihn zu holen – und eine Unterredung mit Talestri. Tomiri gewährt sie ihm und entfernt sich mit den Amazonen.
Szene 8. Allein mit Oronte gesteht Talestri ihm endlich ihre Liebe. Oronte sieht seinem Tod nun gefasst entgegen. Talestri jedoch ist verzweifelt (Duett Talestri/Oronte: „Ah mi divide il seno“).

### Dritter Akt
Befestigtes Gelände mit mehreren Bereichen für die Gefangenen, zwischen alten Mauern mit wildem Gebüsch und Efeu überwuchert
Szene 1.  Tomiri führt Oronte in sein Gefängnis. Sie bittet ihn um Vergebung für ihre Strenge. Oronte jedoch ist bereit zum Tod. Ein letztes Mal darf er seinen Freund Learco sehen. Die beiden verabschieden sich traurig voneinander (Arie Learco: „Da me ti dividi amico diletto?“). Learco begibt sich in seine Zelle.
Szene 2. Oronte bittet seine Mutter, von weiterer Rache an den Skythen abzusehen und Talestri beizustehen (Arie Oronte: „Madre ti lascio: addio“). Er tritt in seine Zelle.
Szene 3. Tomiri unterdrückt ihren losbrechenden Gewissenskonflikt und folgt ihrem Sohn in die Zelle, um ihn zu töten.
Szene 4. Talestri und Antiope erscheinen am Gefängnis, um die Gefangenen zu befreien. Tomiri kommt ihnen aus Orontes Zelle entgegen und behauptet, dass sie ihn bereits getötet habe. Sie wirft Talestri vor, dessen Tod verursacht zu haben (Arie Tomiri: „Sempre m’avrai sul ciglio“). Sie geht.
Szene 5. Die verzweifelte Talestri will Oronte in den Tod folgen (Arie Talestri: „Pallid’ombra, che d’intorno“). Sie entfernt sich.
Szene 6. Antiope ist es gelungen, Learco zu befreien. Sie versichert ihm ihre Liebe. Talestri kehrt zurück, zeigt Learco einen Fluchtweg zum Lager der Skythen und beauftragt ihn, mit seiner Armee Oronte zu rächen und das Amazonenreich vollständig zu vernichten.
Szene 7. Antiope weist Talestri darauf hin, dass lediglich Tomiri strafenswert sei. Die anderen Amazonen trügen keine Schuld am Tod Orontes. Talestri sieht ein, dass die Liebe sie blind gemacht hat (Arie Antiope: „Se follìa si chiama amore“).
Szene 8. Inzwischen bereut Talestri ihre Überreaktion zutiefst. Als Tomiris sie nach dem Schuldigen für Learcos Flucht fragt, offenbart sie ihre Tat, bereit die Todesstrafe auf sich zu nehmen – doch Tomiri überlässt sie „der Reue und dem Schicksal“, um sich der Verteidigung des Reichs zu widmen.
Szene 9. Talestri beschließt, im Kampf zu sterben, um ihre Tat wenigstens teilweise wiedergutzumachen (Arie Talestri: „Cadrò col ferro in mano“).
Auf einer Seite der Königspalast, auf der anderen die schon von den Skythen eroberten äußeren Festungswerke

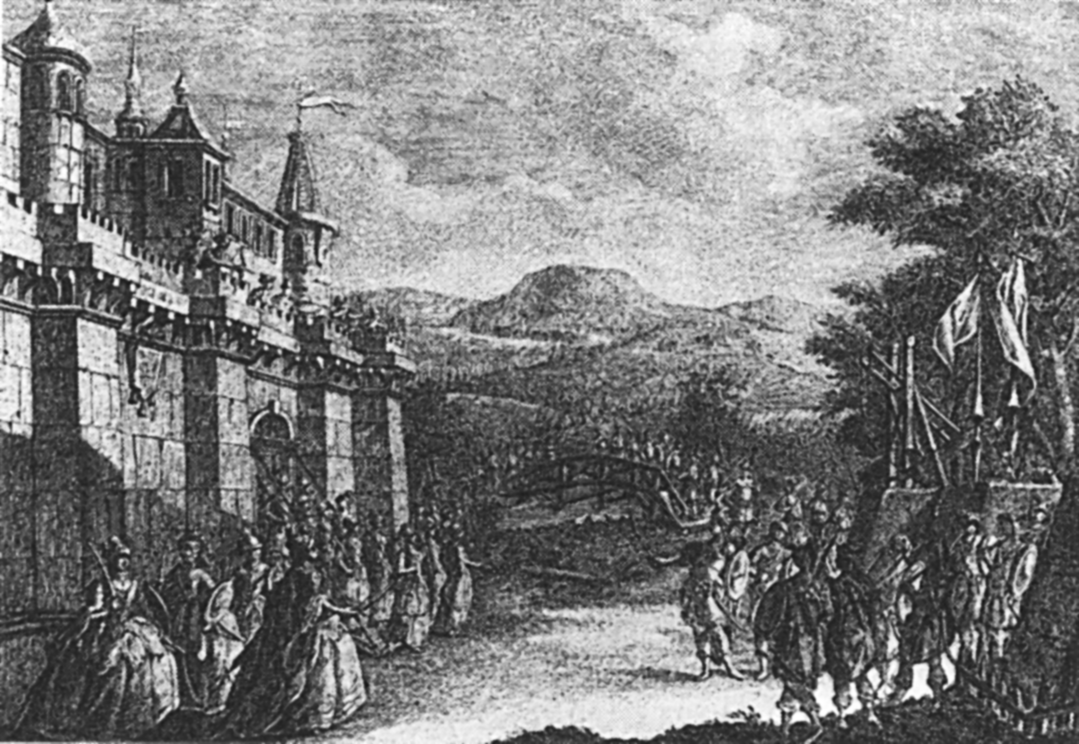
Schlussszene

Szene 10. Zu den Klängen kriegerischer Musik kommt Learco mit seinen Soldaten. Talestri, Antiope und Tomiri kommen mit den Amazonen aus der Burg. Learco feuert die Skythen an, ihren Anführer zu rächen. Die Schlacht beginnt. Plötzlich erscheint Oronte und fordert alle auf, den Kampf beizulegen. Er stellt sich zwischen die Amazonen und die Skythen. Learco und die Skythen legen als erste die Waffen nieder, da der Grund für ihren Angriff weggefallen ist. Tomiri gesteht, dass sie, von Mutterliebe überwältigt, Orontes freigelassen und seinen Tod lediglich vorgegeben hatte. Auch sie ist nun bereit zum Frieden. Die Heirat von Talestri und Oronte sowie Antiope und Learco soll ihn besiegeln. Alle Skythen und Amazonen besingen die neue Eintracht ihrer Völker (Chor: „Esser gloria in voi non deve“).

## Gestaltung
Stilistisch folgt das Werk weitgehend den Vorbildern von Maria Antonias Lehrern Pietro Metastasio und Johann Adolf Hasse. Die in den Rezitativen dargestellte Handlung wird jeweils abschließend in einer Arie gleichnishaft oder gemäß der Affektenlehre stilisiert zusammengefasst. Hinzu kommen mehrere Chöre sowie, vor allem im dritten Akt, orchesterbegleitete Accompagnato-Rezitative. Alle Arien sind vom Da-capo-Typus. Auf die für die Opera seria typische virtuose Ausgestaltung wurde verzichtet – vermutlich weil das Werk nicht für professionelle Sänger bestimmt war, sondern von Mitgliedern der königlichen Familie und des Hofes aufgeführt wurde.
Im Libretto stellte Maria Antonio das übliche Rollenmodell ihrer Zeit auf den Kopf. Während in den Opernlibretti Metastasios Männerrollen dominieren, es üblicherweise vier Männer- und zwei Frauenrollen gibt und kaum dominante weibliche Personen vorkommen, stehen bei Maria Antonia drei Frauenrollen lediglich zwei Männerrollen gegenüber. Zudem handeln letztere vorwiegend emotional, während die Frauen typisch männliche Eigenschaften vorweisen.
Schon Johann Friedrich Agricola bemerkte, dass die Musik der Männerpartien schlichter gehalten war als diejenige der Amazonen.:178 Das Gleiche gilt für die Kosten der Kostüme der Aufführung von 1763, die proportional zum Rang der jeweiligen Darsteller waren.:209
Anders als bei vielen anderen Opern des Barocks entscheidet sich die Heldin in ihrem Konflikt zwischen Liebe und Pflicht für die Liebe. Sie übernimmt damit eine Vorreiterrolle, der anschließend auch ihre Schwester Antiope und sogar ihre Gegenspielerin Tomiri folgen.:3

### Instrumentation
Die Orchesterbesetzung der Oper enthält die folgenden Instrumente:
- Holzbläser: zwei Flöten, zwei Oboen, zwei Fagotte
- Blechbläser: zwei Hörner, zwei Trompeten
- Pauken
- Streicher
- Basso continuo

### Musiknummern
Die einzelnen Stücke tragen die folgenden Titel (Übersetzungen laut Librettodruck von 1763):
- Sinfonia: Allegro – Andantino – Allegro

Erster Akt
- Arie Tomiri: „Vieni al trono, ascendi al regno“ – „Komm zum Thron, lass zum Regieren“ (Szene 1)
- Arie Talestri: „Vado; ma il core oh Dio!“ – „Ich geh, doch welch Getümmel“ (Szene 2)
- Arie Antiope: „Chi non mai partì dal lido“ – „Wer nie das feste Land verlassen“ (Szene 3)
- Chor: „Dea de’boschi, arciera Diva“ – „Göttin der Wälder mit Köcher und Bogen“ (Szene 4)
- Arie Talestri: „Ah se vuoi, ch’io sia crudele“ – „Verlangst du, dass ich grausam sei“ (Szene 6)
- Arie Oronte: „Non mi lagno del mio fato“ – „Nun beklag’ ich nicht mein Schicksal“ (Szene 7)
- Marsch (Szene 8)
- Arie Antiope: „Ad abbracciar l’amico“ – „Den Freund noch zu umarmen“ (Szene 9)
- Arie Oronte: „Per me ti serba, e almeno“ – „Erhalte dich um meinet willen“ (Szene 10)
- Arie Learco: „D’Acheronte sulle sponde“ – „Acheron, in deinen Höhlen“ (Szene 11)

Zweiter Akt
- Arie Learco: „Difendi l’amico“ – „Bleibt mein Freund nur unbetrübt“ (Szene 2)
- Arie Oronte: „Voi d’un fedele Amante“ – „Ihr sollt allein, ihr schönsten Augen“ (Szene 3)
- Arie Antiope: „Per salvarti il caro oggetto“ – „Den Geliebten dir zu retten“ (Szene 4)
- Arie Talestri: „Pensa, che ancora io posso“ – „Bedenke, dass, durch dein Erkühnen“ (Szene 5)
- Arie Tomiri: „Io di quel sangue ò sete“ – „Mich dürstet nach dem Blute“ (Szene 6)
- Chor: „Mora l’amante audace“ – „Der kühne Buhler müsse fallen“ (Szene 7)
- Duett Talestri/Oronte: „Ah mi divide il seno“ – „In so grausamen Augenblicken“ (Szene 8)

Dritter Akt
- Arie Learco: „Da me ti dividi amico diletto?“ – „Ach! willst du liebster Freund nun scheiden?“ (Szene 1)
- Arie Oronte: „Madre ti lascio: addio“ – „Ich geh, und lasse dich, o Mutter“ (Szene 2)
- Arie Tomiri: „Sempre m’avrai sul ciglio“ – „Stets sollst du mich erblicken“ (Szene 4)
- Arie Talestri: „Pallid’ombra, che d’intorno“ – „Blasser Schatten, den ich traurig“ (Szene 5)
- Arie Antiope: „Se follìa si chiama amore“ – „Willst du Liebe Torheit nennen“ (Szene 7)
- Arie Talestri: „Cadrò col ferro in mano“ – „Ich will, mit Waffen in den Händen“ (Szene 9)
- Marsch (Szene 10)
- Chor: „Esser gloria in voi non deve“ – „Rauhe Herzen, düstre Blicke“ (Szene 10)

## Werkgeschichte

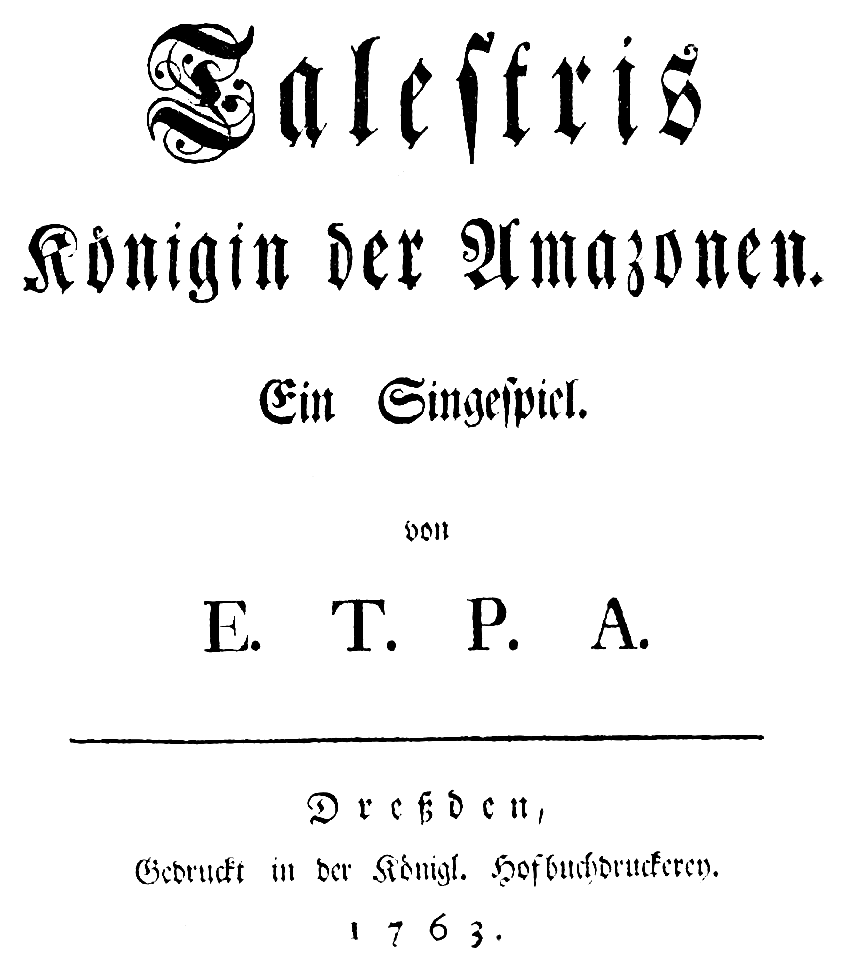
Titelblatt des Librettos, Dresden 1763

Die sächsische Kurprinzessin Maria Antonia hatte vielseitige künstlerische Ambitionen. Musikunterricht erhielt sie zunächst vom Münchner Hofkomponisten Giovanni Ferrandini und später in Dresden von Nicola Porpora und Johann Adolf Hasse. Bei der Komposition ihrer Oper Talestri unterstützte sie Ferrandini möglicherweise. Das Libretto basiert auf dem Thalestris-Mythos und deren Bearbeitungen sowie dem Roman Cassandre (1642–1650) von Gautier de Costes de La Calprenède.:3
Infolge des Siebenjährigen Kriegs verließen der Kurprinz und die Kurprinzessin 1759 Dresden und verbrachten zwei Jahre am Bayerischen Hof in München bei der Familie Maria Antonias, wo sie vertretungsweise die sächsischen Regierungsgeschäfte für den Kurfürsten Friedrich August II. übernahmen. Dort erschien das Libretto von Talestri 1760 zum ersten Mal im Druck.:205 Es ist mit dem Kürzel „E. T. P. A.“ gekennzeichnet, das für ihr Pseudonym „Ermelinda Talea Pastorella Arcadia“ bei der Accademia dell’Arcadia steht.:178

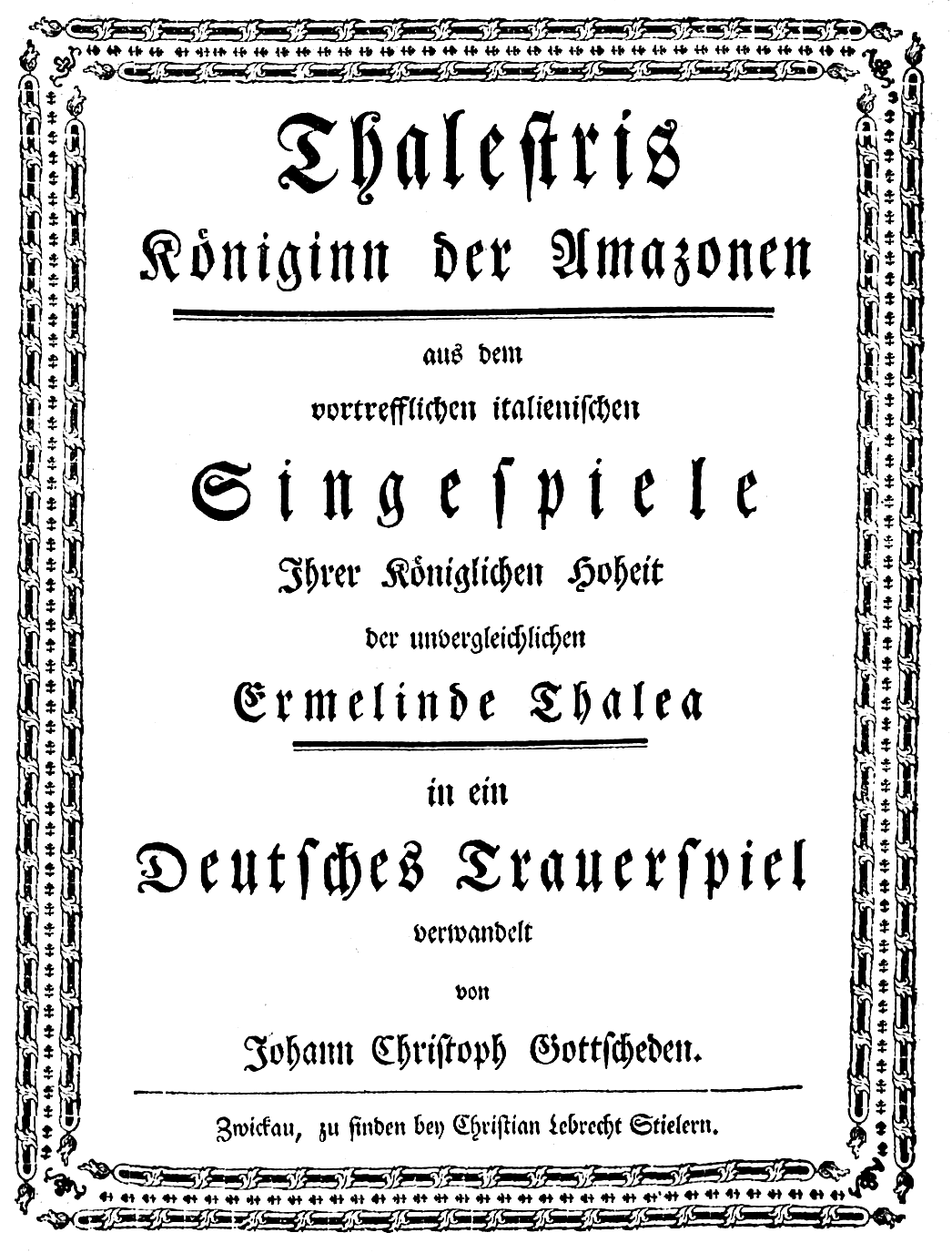
Johann Christoph Gottsched: Thalestris Königinn der Amazonen. Titelblatt, Zwickau 1766

Einige Quellen nennen als Datum und Ort der Uraufführung den 6. Februar 1760 im Kurfürstlichen Theater von Schloss Nymphenburg bei München. Die Musikwissenschaftlerin Christine Fischer, die sich eingehend mit dem Werk beschäftigt hat, nimmt jedoch an, dass die erste theatralische Aufführung erst 1763 nach Ende des Siebenjährigen Kriegs und der Rückkehr des Kurfürsten aus Warschau in Dresden stattfand.:111 und 123f Von dieser Aufführungsreihe berichtet Moritz Fürstenau eingehend im zweiten Band seiner Geschichte der Musik und des Theaters am Hof zu Dresden. Demnach fand zunächst am 23. August eine Hauptprobe auf der Bühne des kurprinzlichen Reithauses statt. Am 24. August gab es eine Vorstellung vor dem engsten Hofkreis, die von 16:00 Uhr bis gegen 21:00 Uhr dauerte. Es sangen die Kurprinzessin Maria Antonia (Talestri), Prinzessin Kunigunde (Antiope), Frau Kron-Hofmarschallin Gräfin von Weiszeck (Oronte), Prinzessin Elisabeth (Tomiri) und der Kammerjunker Baron von Rechberg (Learco). Auch der Chor und die stummen Rollen waren mit Mitgliedern des Hofes besetzt. Ab dem 5. September folgten drei weitere Aufführungen in etwas größerem Kreis. Ein weiteres 1770 erschienenes Textbuch deutet auf eine erneute Aufführung in Dresden in diesem Jahr hin, die aber anderweitig nicht belegt ist.
Die Partitur der Oper wurde 1765 bei Johann Gottlob Immanuel Breitkopf in Leipzig im Druck herausgegeben. Ihr wurden nachträglich einige Szenenbilder beigefügt, von denen drei (ein Tempel, ein Hof und eine Burg) vom Maler Johann Benjamin Müller stammen, der auch einen Vorhang und Bühnenbilder für die Aufführung gestaltet hatte. Vier weitere Bilder stammen vermutlich von Ferdinando Antonio Bibiena, einem Sohn Giuseppe Bibienas.:208
Das Libretto wurde auch von anderen Komponisten vertont, so vermutlich um 1760 von Maria Antonias Lehrer Giovanni Ferrandini, 1764 von Johann Gottfried Schwanberger und 1773 von Domenico Fischietti.
1766 erschien in Zwickau unter dem Titel Thalestris Königinn der Amazonen eine Bearbeitung des Librettos als „Deutsches Trauerspiel“ von Johann Christoph Gottsched.

## Aufnahmen und Aufführungen in neuerer Zeit
- 14. Juli 1998 (live aus dem Cuvilliés-Theater München, Querschnitt): Folkert Uhde (Dirigent), Batzdorfer Hofkapelle. Jana Frey (Talestri), Jeanne Pascale Schulze (Antiope), Gerson Luis Sales (Oronte), Cassandra Hoffmann (Tomiri), Oleg Bezinskikh (Learco). Kammer Ton CD: op. 7/98.[11]
- 17. November 2002 (Aufführung im Kulturzentrum Herne von den Tagen Alter Musik in Herne 2002, leicht gekürzt ohne die Rolle des Learco): Batzdorfer Hofkapelle. Christine Wolff (Talestri), Marilia Vargas (Antiope), Ulrike Bartsch (Oronte), Johanna Stojkovic (Tomiri).[12]
- 22. Januar 2013 (Aufführung im Kosmos Theater Wien): Elisabeth Attl (Dirigentin), Heidi Sommer (Konzept und Regie),  WienerKlassikNonett. Anna Manske (Talestri), Ivana Canovic (Antiope), Roland Schneider (Oronte), Heidi Brunner (Tomiri), Francesco Divito (Learco).[13]
- 19. Juni bis 21. Juli 2019 im Årsta Folkets Hus Teater Stockholm durch Den Andra Operan: Markus Mohlin (Dirigent), Ditte Hammar (Regie), Sara Ribbenstedt (Choreographie). Hanna Fritzson (Talestri), Lisa Thor (Tomiri), Linnea Andreassen (Antiope), Linus Flogell (Learco), Wiktor Sundqvist (Oronte).[14]
- 26. August 2021 (Premiere) im Hubertussaal von Schloss Nymphenburg: Johanna Soller (Dirigentin), Dominik Wilgenbus (Regie), Carolin Fink (Schauspiel) als Produktion der Kammeroper München.[15]
- 20. November 2022 (Staatstheater Nürnberg): Wolfgang Katschner (Dirigent), Ilaria Lanzino (Regie, Choreographie). Julia Grüter (Talestri), Corinna Scheurle (Antiope), Ray Chenez (Oronte), Eleonore Marguerre (Tomiri), Sergej Nikolaev (Learco).[16]